# Honor First
Pour plus de détails, voir Fiche technique et Distribution.
Honor First est un film américain réalisé par Jerome Storm, sorti en 1922.

## Fiche technique
- Titre : Honor First
- Réalisation : Jerome Storm
- Scénario : Joseph F. Poland d'après le roman The Splendid Outcast de George Fort Gibbs (en)
- Photographie : Joseph H. August
- Pays d'origine : États-Unis
- Format : Noir et blanc - 1,33:1 - Film muet
- Genre : drame
- Durée : 50 minutes
- Date de sortie : 1922

## Distribution
- John Gilbert : Jacques Dubois / Honoré Duboois
- Renée Adorée : Moira Serern
- Hardee Kirkland : Barry Serern
- Shannon Day : Piquette
- Clarence Wilson : Tricot